# Änten
Änten är en sjö i Skinnskattebergs kommun i Västmanland och ingår i Norrströms huvudavrinningsområde. Sjön är 6 meter djup, har en yta på 0,0879 kvadratkilometer och befinner sig 110,1 meter över havet.

## Delavrinningsområde
Änten ingår i det delavrinningsområde (661568-150762) som SMHI kallar för Vid Q i Län punkt. Medelhöjden är 93 meter över havet och ytan är 20,38 kvadratkilometer. Det finns ett avrinningsområde uppströms, och räknas det in blir den ackumulerade arean 41,79 kvadratkilometer. Köpingsån (Vendbäcken) som avvattnar avrinningsområdet har biflödesordning 3, vilket innebär att vattnet flödar genom totalt 3 vattendrag innan det når havet efter 166 kilometer. Avrinningsområdet består mestadels av skog (88 procent). Avrinningsområdet har 0,78 kvadratkilometer vattenytor vilket ger det en sjöprocent på 3,8 procent.